# Papaver macounii
Papaver macounii är en vallmoväxtart som beskrevs av Edward Lee Greene. Papaver macounii ingår i släktet vallmor, och familjen vallmoväxter.

## Underarter
Arten delas in i följande underarter:
- P. m. discolor
- P. m. macounii